# فالاتا
فالاتا، (بالإنجليزية: Vallata)‏، هي بلدة و(بلدية) في مقاطعةأفيلينو، كامبانيا، إيطاليا.

## السكان
في سنة 1861 بلغ عدد السكان 3٬592 نسمة، وتطور العدد ليصل في سنة 2011 لـ 2٬856 نسمة.
يظهر هذا المخطط البياني تطور النمو السكاني لـ فالاتا